# Питерс, Эван
Э́ван То́мас Пи́терс (англ. Evan Thomas Peters, род. 20 января 1987, Сент-Луис, Миссури, США) — американский актёр кино и телевидения. Наиболее известен по роли «Питера Максимоффа / Ртути» в фильмах «Люди Икс: Дни минувшего будущего» (2014), «Люди Икс: Апокалипсис» (2016), «Люди Икс: Тёмный Феникс» (2019) и сериале «Ванда/Вижн» (2021), по роли серийного убийцы Джеффри Дамера в документальном сериале Монстр: История Джеффри Дамера, а также по участию в телесериале-антологии, «Американская история ужасов» (2011—2018, 2020). Лауреат премий «Эмми» (2021) и «Золотой глобус» (2023).

## Ранние годы
Эван Питерс родился в Сент-Луисе, Миссури и вырос в пригороде Балвин, Эван Питерс — сын Джулии и Фила Питерсов. Его отец вице-президент фонда Чарльза Стюарта Мотта. Оба его родителя немецкого происхождения. Питерс был воспитан в римско-католической вере и посещал католическую школу. У него есть брат Эндрю и старшая единокровная сестра Мишель. В 2001 году Питерс вместе с семьёй переехал в Гранд Блан, Мичиган, где он обучался актёрскому мастерству.
Он также был участником сообщества «Grand Blanc Community High School», до переезда в Лос-Анджелес в возрасте 15 лет со своей матерью, где он продолжил свою актёрскую карьеру. Питерс учился в школе Бурбанк до второго класса, а позже начал обучение на дому.

## Карьера

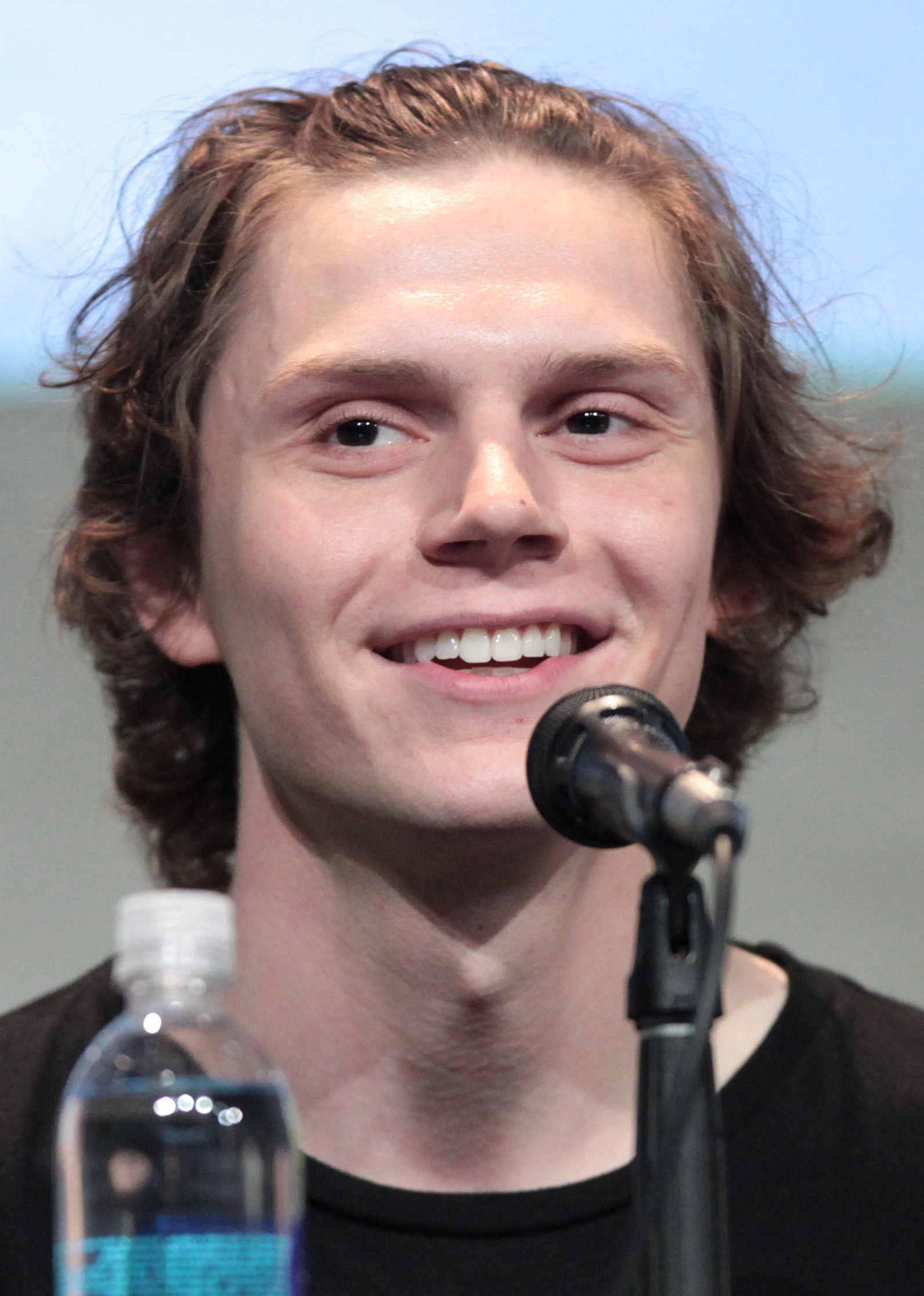
Эван Питерс на San Diego Comic-Con International в 2015 году

Эван Питерс дебютировал на экране в 2004 году с малой роли в комедии «Ночная тусовка». В том же году он сыграл главную роль в независимом фильме «Спасая Адама», который принёс ему премию Phoenix Film Festival в категории прорыв года. У него также были второстепенные роли в нескольких фильмах, таких как «Американское преступление» (2007), «Никогда не сдавайся» (2008), «Ночные сады» (2008) и «Пипец» (2010).
На телевидении он снялся в недолго живущих сериалах «Дни» (2004) и «Нашествие» (2005—2006). С 2008 по 2009 год он появился в шести эпизодах телесериала «Холм одного дерева». Его остальные телевизионные появления включают в себя гостевые роли в сериалах «Говорящая с призраками», «Доктор Хаус», «Мыслить как преступник» и «Офис».
Прорывом в карьере Питерса стала роль в телесериале-антологии канала FX, «Американская история ужасов». В первом сезоне он играл подростка, социопата и убийцу Тейта Лэнгдона, во втором сезоне Кита Уокера, ошибочно обвинённого в убийстве жены, эта роль принесла ему номинацию на премию «Спутник», за «Лучшую мужскую роль второго плана в мини-сериале или телефильме».
В третьем сезоне он играл Кайла Спенсера, в четвёртом сезоне Джимми Дарлинга — артиста цирка с деформированными руками, в пятом сезоне серийного убийцу Джеймса Патрика Марча, а в шестом сезоне Эдварда Филлипа Мотта и Рори Монагана.
В седьмом сезоне актёр сыграл Кая Андерсона, психопата и лидера культа убийц, пытающегося при помощи массовых убийств захватить власть в городе Брукфилд-Хайтс. Эта роль принесла ему номинацию на премию «Сатурн» как «Лучшему телеактёру второго плана», и номинацию на премию «Выбор телевизионных критиков», в 2018 году.
В 2013 году Питерс снялся в независимой комедии «Взрослый мир», вместе с Джоном Кьюсаком и Эммой Робертс. Питерс сыграл мутанта Ртуть в фильме «Люди Икс: Дни минувшего будущего» (2014) и в его продолжениях «Люди Икс: Апокалипсис» (2016)
 и «Люди Икс: Тёмный Феникс» (2019). В 2021 году, Питерс вернулся к роли Пьетро (Питера) Максимоффа в сериале «Ванда/Вижн», хотя ранее в киновселенной Marvel этого персонажа играл Аарон Тейлор-Джонсон, но позже выясняется, что этот персонаж является альтернативной версией Максимоффа без сверхскорости по имени Ральф Боунер, которого ведьма Агата Харкнесс заколдовала при помощи бус и дала аналогичные свойства, как у Максимоффа.
В 2015 году Эван Питерс снялся в фильме ужасов «Эффект Лазаря» и в драматическом фильме «Безопасное освещение».
В 2021 году актёр исполнил роль детектива Колина Зейбела в мини-сериале канала HBO, «Мейр из Исттауна». За эту роль Питерс получил высокие оценки критиков, а также первую в карьере премию «Эмми». В том же году он сыграл серийного убийцу Джеффри Дамера в новом сериале Райана Мерфи для Netflix, премьера которого состоялась  21 сентября 2022 года.
В июне 2023 года Питерс получил одну из главных ролей в фильме «Трон: Арес».

## Личная жизнь
В 2012 году Эван Питерс начал встречаться с Эммой Робертс, с которой он познакомился на съёмках фильма «Взрослый мир» (2013). В 2013 стало известно, что между ними произошёл конфликт, в ходе которого Эмма разбила Эвану нос, и была арестована полицией Монреаля. В том же году пара обручилась, но в июне 2015 года они прекратили свои отношения . Уже в октябре того же года пара возобновила отношения, которые, согласно источникам издания US Weekly, в марте 2019 года вновь прекратились, и пара рассталась. После этого Питерс заявил изданию GQ, что сделает перерыв в актёрской карьере и, в том числе, впервые не появится в новом сезоне «Американской истории ужасов». Осенью 2019 года Эван начал отношения с американской певицей Холзи. Однако уже в марте 2020 года стало известно, что пара рассталась.
12 апреля 2024 года Эван был замечен с моделью по имени Натали Энгель на Коачелле, с которой он встречается в настоящее время.

## Фильмография
| Год       |     | Русское название                           | Оригинальное название                 | Роль                                                                                             |
| --------- | --- | ------------------------------------------ | ------------------------------------- | ------------------------------------------------------------------------------------------------ |
| 2004      | ф   | Спасая Адама                               | Clipping Adam                         | Адам Шепард                                                                                      |
| 2004      | ф   | Ночная тусовка                             | Sleepover                             | Рассел Хайес                                                                                     |
| 2004      | с   | Дэйзы                                      | The Days                              | Купер Дэй                                                                                        |
| 2004—2005 | с   | Фил из будущего                            | Phil of the Future                    | Сет Восмер                                                                                       |
| 2005—2006 | с   | Нашествие                                  | Invasion                              | Джесси Варон                                                                                     |
| 2007      | ф   | Американское преступление                  | An American Crime                     | Рикки Хоббс                                                                                      |
| 2007      | ф   | Маменькин сынок                            | Mama's Boy                            | Кит                                                                                              |
| 2008      | ф   | Удивительная сила                          | Remarkable Power                      | Росс                                                                                             |
| 2008      | ф   | Ночные сады                                | Gardens of the Night                  | Брайан / Рейчел                                                                                  |
| 2008      | ф   | Никогда не сдавайся                        | Never Back Down                       | Макс Купермэн                                                                                    |
| 2008      | с   | Грязь                                      | Dirt                                  | Крэйг Хоуп                                                                                       |
| 2008      | с   | Без следа                                  | Without a Trace                       | Крэйг Бэскин                                                                                     |
| 2008      | с   | Детектив Монк                              | Monk                                  | Эрик Тавела                                                                                      |
| 2008      | с   | Доктор Хаус                                | House M.D.                            | Оливер                                                                                           |
| 2008—2009 | с   | Холм одного дерева                         | One Tree Hill                         | Джек Дэниэлс                                                                                     |
| 2009      | с   | Говорящая с призраками                     | Ghost Whisperer                       | Дилан Хэйл                                                                                       |
| 2010      | ф   | Пипец                                      | Kick-Ass                              | Тодд Хейнс                                                                                       |
| 2010      | кор | Я и я                                      | Myself and I                          | Имя персонажа неизвестно                                                                         |
| 2010      | с   | Мыслить как преступник                     | Criminal Minds                        | Чарли Хиллридж                                                                                   |
| 2010      | с   | Менталист                                  | The Mentalist                         | Оливер МакДэниэл                                                                                 |
| 2010      | с   | Офис                                       | The Office                            | Люк Купер                                                                                        |
| 2011      | ф   | Никогда не сдавайся 2                      | Never Back Down 2: The Beatdown       | Макс Купермэн                                                                                    |
| 2011      | кор | Королева                                   | Queen                                 | член братства                                                                                    |
| 2011      | ф   | Хороший доктор                             | The Good Doctor                       | Донни Никсон                                                                                     |
| 2011      | с   | Родители                                   | Parenthood                            | Брендон                                                                                          |
| 2011      | с   | В простом виде                             | In Plain Sight                        | Джоуи Уилсон / Джоуи Ростон                                                                      |
| 2011      | с   | Американская история ужасов: Дом-убийца    | American Horror Story: Murder House   | Тейт Лэнгдон                                                                                     |
| 2012—2013 | с   | Американская история ужасов: Психбольница  | American Horror Story: Asylum         | Кит Уокер                                                                                        |
| 2013      | ф   | Взрослый мир                               | Adult World                           | Алекс                                                                                            |
| 2013—2014 | с   | Американская история ужасов: Шабаш         | American Horror Story: Coven          | Кайл Спенсер                                                                                     |
| 2014      | ф   | Люди Икс: Дни минувшего будущего           | X-Men: Days of Future Past            | Питер Максимофф / Ртуть                                                                          |
| 2014      | кор | Маленькая русалка                          | Little Mermaid                        | Эрик                                                                                             |
| 2014—2015 | с   | Американская история ужасов: Фрик-шоу      | American Horror Story: Freak Show     | Джимми Дарлинг                                                                                   |
| 2015      | ф   | Безопасное освещение                       | Safelight                             | Чарльз                                                                                           |
| 2015      | ф   | Эффект Лазаря                              | The Lazarus Effect                    | Клэй                                                                                             |
| 2015—2016 | с   | Американская история ужасов: Отель         | American Horror Story: Hotel          | Джеймс Патрик Марч                                                                               |
| 2016      | ф   | Элвис и Никсон                             | Elvis & Nixon                         | Дуайт Чапин                                                                                      |
| 2016      | ф   | Люди Икс: Апокалипсис                      | X-Men: Apocalypse                     | Питер Максимофф / Ртуть                                                                          |
| 2016      | с   | Американская история ужасов: Роанок        | American Horror Story: Roanoke        | Эдвард Филлип Мотт / Рори Монаган                                                                |
| 2017      | кор | Сообщник                                   | The Accomplice                        | Рэнди                                                                                            |
| 2017      | ф   | Пираты Сомали                              | The Pirates of Somalia                | Джей Бахадур                                                                                     |
| 2017      | с   | Американская история ужасов: Культ         | American Horror Story: Cult           | Кай Андерсон / Энди Уорхол / Маршалл Эпплуайт / Дэвид Кореш / Джим Джонс / Чарльз Мэнсон / Иисус |
| 2018      | ф   | Американские животные                      | American Animals                      | Уоррен Липка                                                                                     |
| 2018      | с   | Поза                                       | Pose                                  | Стэн Боуз                                                                                        |
| 2018      | с   | Американская история ужасов: Апокалипсис   | American Horror Story: Apocalypse     | мистер Галлант / Джеймс Патрик Марч / Тейт Лэнгдон / Джефф Фистер                                |
| 2019      | ф   | Люди Икс: Тёмный Феникс                    | Dark Phoenix                          | Питер Максимофф / Ртуть                                                                          |
| 2019      | ф   | Я женщина                                  | I Am Woman                            | Джефф Уолд                                                                                       |
| 2021      | с   | Ванда/Вижн                                 | WandaVision                           | Ральф Боунер / «Пьетро Максимофф»                                                                |
| 2021      | с   | Мейр из Исттауна                           | Mare of Easttown                      | детектив Колин Зейбел                                                                            |
| 2021      | с   | Американская история ужасов: Двойной сеанс | American Horror Story: Double Feature | Остин Соммерс                                                                                    |
| 2022      | с   | Монстр: История Джеффри Дамера             | Monster: The Jeffrey Dahmer Story     | Джеффри Дамер                                                                                    |
| 2023      | мф  | Заветное желание                           | Wish                                  | Саймон                                                                                           |
| 2024      | с   | Это всё Агата                              | Agatha All Along                      | Ральф Боунер                                                                                     |
| 2025      | ф   | Трон: Арес                                 | Tron: Ares                            | Джулиан Диллинджер                                                                               |
| 2025      | с   | Красота                                    | The Beauty                            | Дью Фостер                                                                                       |

## Награды и номинации
Полный список наград и номинаций на сайте IMDb.com.
| Награда                                               | Год  | Категория                                                     | Работа                                    | Результат |
| ----------------------------------------------------- | ---- | ------------------------------------------------------------- | ----------------------------------------- | --------- |
| Эмми                                                  | 2021 | Лучший актёр второго плана в мини-сериале или телефильме      | Мейр из Исттауна                          | Победа    |
| Премия Гильдии киноактёров США                        | 2022 | Лучшая мужская роль в телефильме или мини-сериале             | Мейр из Исттауна                          | Ожидается |
| Выбор телевизионных критиков                          | 2018 | Лучшая мужская роль в фильме или мини-сериале                 | Американская история ужасов: Культ        | Номинация |
| Выбор телевизионных критиков                          | 2022 | Лучшая мужская роль второго плана в фильме или мини-сериале   | Мейр из Исттауна                          | Ожидается |
| Спутник                                               | 2012 | Лучшая мужская роль второго плана — мини-сериал или телефильм | Американская история ужасов: Психбольница | Номинация |
| Спутник                                               | 2022 | Лучшая мужская роль второго плана — мини-сериал или телефильм | Мейр из Исттауна                          | Ожидается |
| Gold Derby Awards                                     | 2021 | Лучший актёр второго плана в мини-сериале или телефильме      | Мейр из Исттауна                          | Победа    |
| Телевизионная премия Ассоциации Голливудских критиков | 2021 | Лучший актёр второго плана в мини-сериале или телефильме      | Мейр из Исттауна                          | Победа    |
| Кинофестиваль в Финиксе                               | 2004 | Лучший актёрский прорыв                                       | Спасая Адама                              | Победа    |
| Молодой актёр                                         | 2005 | Лучший актёрский ансамбль                                     | Ночная тусовка                            | Номинация |
| Fangoria Chainsaw Awards                              | 2016 | Лучший телеактёр второго плана                                | Американская история ужасов: Отель        | Номинация |
| Сатурн                                                | 2018 | Лучший телеактёр второго плана                                | Американская история ужасов: Культ        | Номинация |
| Премия британского независимого кино                  | 2018 | Лучший актёр второго плана                                    | Американские животные                     | Номинация |
| Золотой глобус                                        | 2023 | Лучшая мужская роль в мини-сериале                            | Монстр: история Джеффри Дамера            | Победа    |